# Badminton-Junioreneuropameisterschaft 1969
Die Badminton-Junioreneuropameisterschaft 1969 fand vom 19. bis zum 20. April 1969 in Voorburg statt.

## Medaillengewinner
| Disziplin    | Gold                             | Silber                          | Bronze                             |
| ------------ | -------------------------------- | ------------------------------- | ---------------------------------- |
| Herreneinzel | Flemming Delfs                   | Preben Boesen                   | Piet Ridder                        |
| Herreneinzel | Flemming Delfs                   | Preben Boesen                   | Ray Stevens                        |
| Dameneinzel  | Anne Berglund                    | Margaret Beck                   | Annie Bøg Jørgensen                |
| Dameneinzel  | Anne Berglund                    | Margaret Beck                   | Joke van Beusekom                  |
| Herrendoppel | Keith Arthur Ray Stevens         | Preben Boesen Mogens Neergaard  | Flemming Delfs Hans Røpke          |
| Herrendoppel | Keith Arthur Ray Stevens         | Preben Boesen Mogens Neergaard  | Piet Ridder Rudy Hartog            |
| Damendoppel  | Joke van Beusekom Marjan Luesken | Margaret Beck Carol Wightman    | Erika Fikenscher Ingrid Fikenscher |
| Damendoppel  | Joke van Beusekom Marjan Luesken | Margaret Beck Carol Wightman    | Bente Pedersen Susan Jensen        |
| Mixed        | Gert Perneklo Karin Lindquist    | Mogens Neergaard Bente Pedersen | Ray Stevens Margaret Beck          |
| Mixed        | Gert Perneklo Karin Lindquist    | Mogens Neergaard Bente Pedersen | Bengt Fröman Margareta Söderberg   |

## Resultate

### Halbfinale
| Disziplin    | Sieger                           | Finalist                           | Ergebnis           |
| ------------ | -------------------------------- | ---------------------------------- | ------------------ |
| Herreneinzel | Flemming Delfs                   | Ray Stevens                        | 15–5, 15–7         |
| Herreneinzel | Preben Boesen                    | Piet Ridder                        | 8–15, 15–8, 15–6   |
| Dameneinzel  | Anne Berglund                    | Joke van Beusekom                  | 11–9, 9–11, –, –   |
| Dameneinzel  | Margaret Beck                    | Annie Bøg Jørgensen                | 11–6, 11–3         |
| Herrendoppel | Mogens Neergaard Preben Boesen   | Piet Ridder Rudy Hartog            | 15–6, 15–8         |
| Herrendoppel | Keith Arthur Ray Stevens         | Flemming Delfs Hans Røpke          | 9–15, 15–10, 15–10 |
| Damendoppel  | Joke van Beusekom Marjan Luesken | Bente Pedersen Susan Jensen        | 15–13, 17–15       |
| Damendoppel  | Carol Whightman Margaret Beck    | Erika Fikenscher Ingrid Fikenscher | –, –               |
| Mixed        | Gert Perneklo Karin Lindquist    | Ray Stevens Margaret Beck          | –, –               |
| Mixed        | Mogens Neergaard Bente Pedersen  | Bengt Fröman Margareta Söderberg   | 15–10, 8–15, 15–6  |

### Finale
| Disziplin    | Sieger                           | Finalist                        | Ergebnis           |
| ------------ | -------------------------------- | ------------------------------- | ------------------ |
| Herreneinzel | Flemming Delfs                   | Preben Boesen                   | 15–0, 15–1         |
| Dameneinzel  | Anne Berglund                    | Margaret Beck                   | 6–11, 11–6, 12–11  |
| Herrendoppel | Keith Arthur Ray Stevens         | Mogens Neergaard Preben Boesen  | 15–9, 15–4         |
| Damendoppel  | Joke van Beusekom Marjan Luesken | Carol Whightman Margaret Beck   | 15–5, 15–9         |
| Mixed        | Gert Perneklo Karin Lindquist    | Mogens Neergaard Bente Pedersen | 15–10, 14–15, 15–6 |